# Wall gun

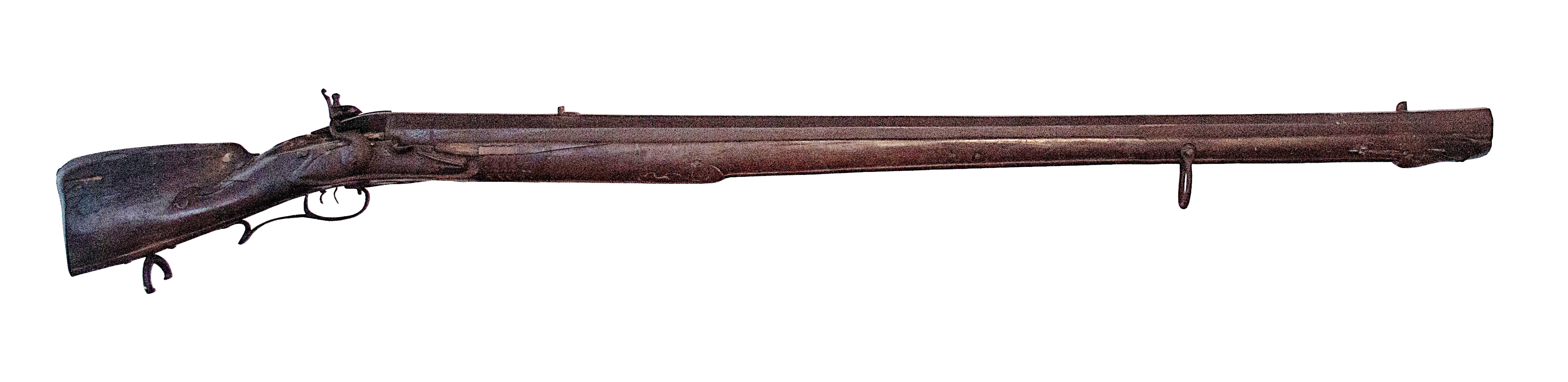
Um exemplar de Wall gun.

Wall gun é uma expressão da língua inglesa que denomina uma arma de muito grosso calibre, aWall gun era um tipo de arma de fogo de cano de alma lisa usada nos séculos XVI a XVIII pelas forças de defesa para impedir o avanço das tropas inimigas.

## Visão geral
Essencialmente, a wall gun era uma versão ampliada do mosquete de infantaria padrão do exército, operando sob os mesmos princípios, mas com um calibre de até 1 polegada (25,4 milímetros).[carece de fontes?]

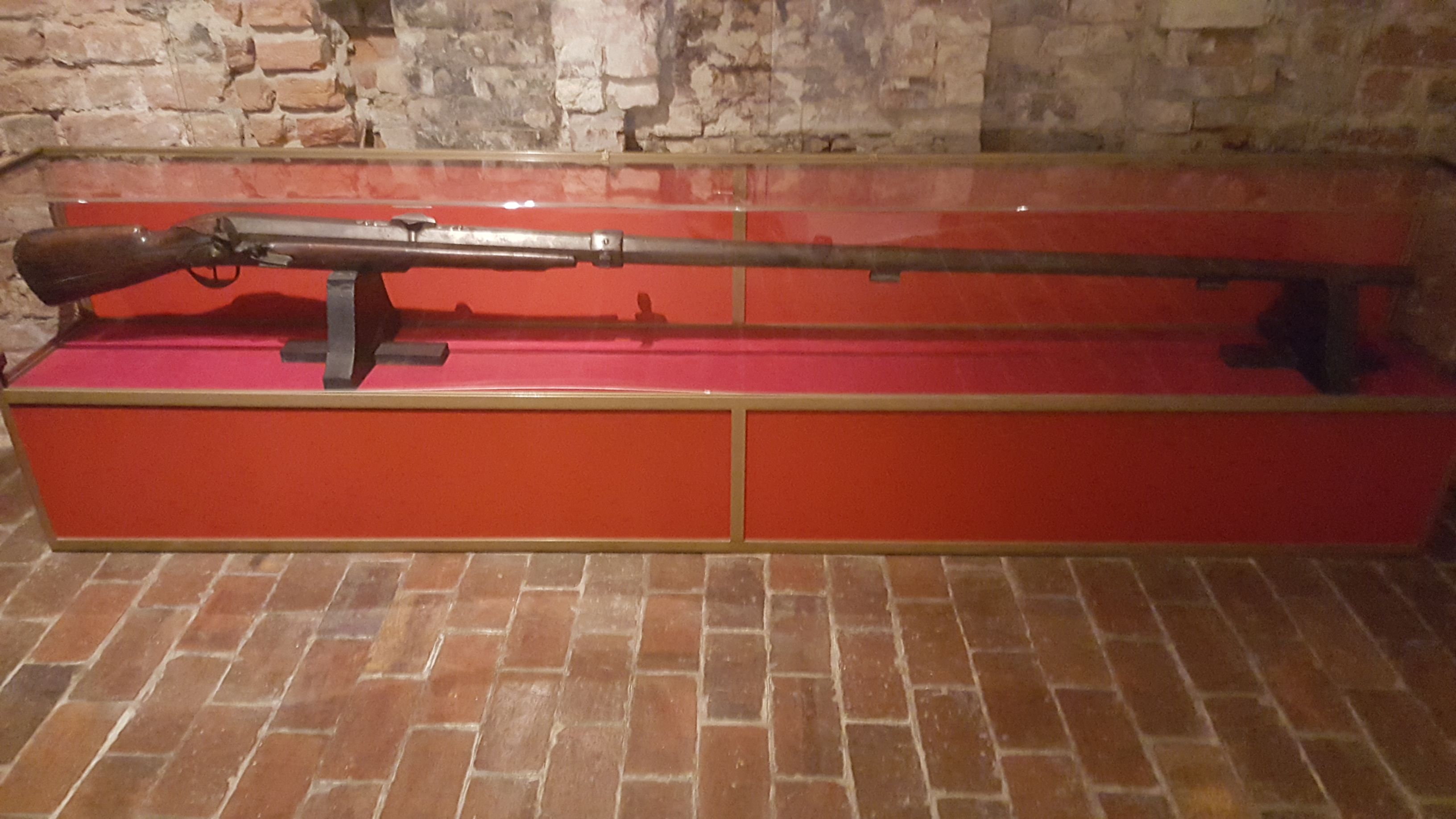
Uma Wall gun exposta em um museu.

As wall guns preencheram uma lacuna no poder de fogo entre o mosquete e as peças de artilharia mais leves, como a arma giratória. Este tipo de arma também pode ser chamada de: amusette, rampart gun ou arcabuz, um nome originalmente dado aos canhões de mão medievais.

## Utilização

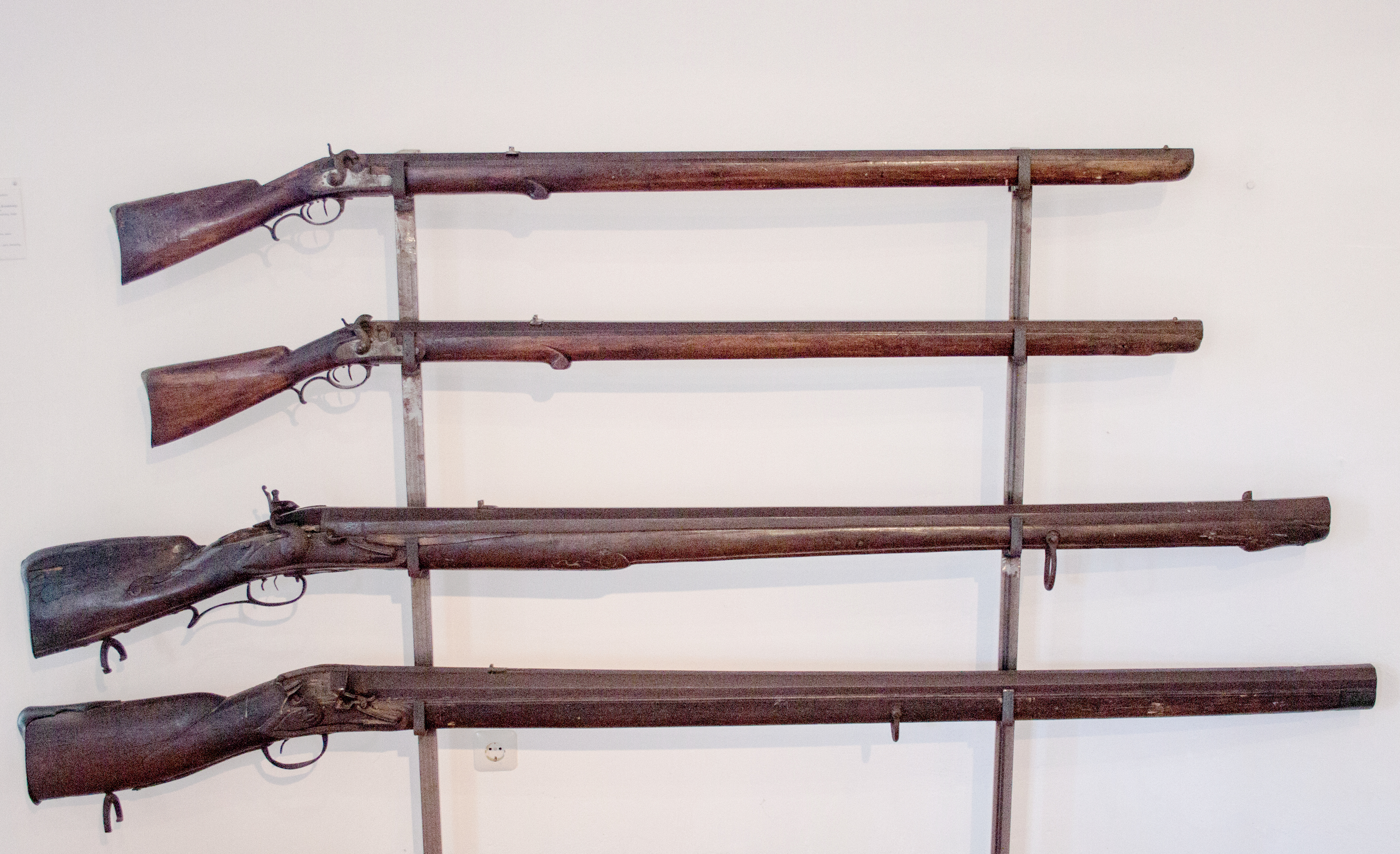
Wall guns alemãs (abaixo) e mosquetes (acima).

As Wall gun receberam esse nome porque foram projetadas para serem usadas ao longo das paredes de fortificações. Elas eram equipadas com uma culatra no ponto de equilíbrio, que se afinava em um pivô, que poderia ser inserido em vários encaixes ao longo das paredes, que absorveriam o seu recuo e também forneceriam uma plataforma de disparo estável. Muitas eram equipados com um apoio de cano para absorver o choque preso a alguma superfície. Algumas dessas armas tinham vários canos, o que permitia que os tiros fossem disparados muito mais rápido do que uma de tiro único normal. As Wall gun também podem ser montadas em carrinhos muito leves para serviço no campo, geralmente no suporte de armas maiores. Eles também foram usados em pequenas embarcações navais.
O cano de uma Wall gun pode ter mais de 4,5 pés (137 centímetros) de comprimento com um diâmetro de pelo menos 1 polegada (2,54 centímetros). Isso os tornava mais precisos do que o mosquete de pederneira padrão ou mosquete de fecho de mecha. George Washington adquiriu várias Wall gun durante a Guerra da Independência Americana; testes mostraram que eles eram capazes de acertar uma folha de papel comum a 600 jardas (549 metros) - mas como este é um desempenho comparável ao de um rifle moderno de cano completo, esses resultados podem ser questionados. As Wall gun faziam parte do equipamento padrão de algumas peças de artilharia da época.

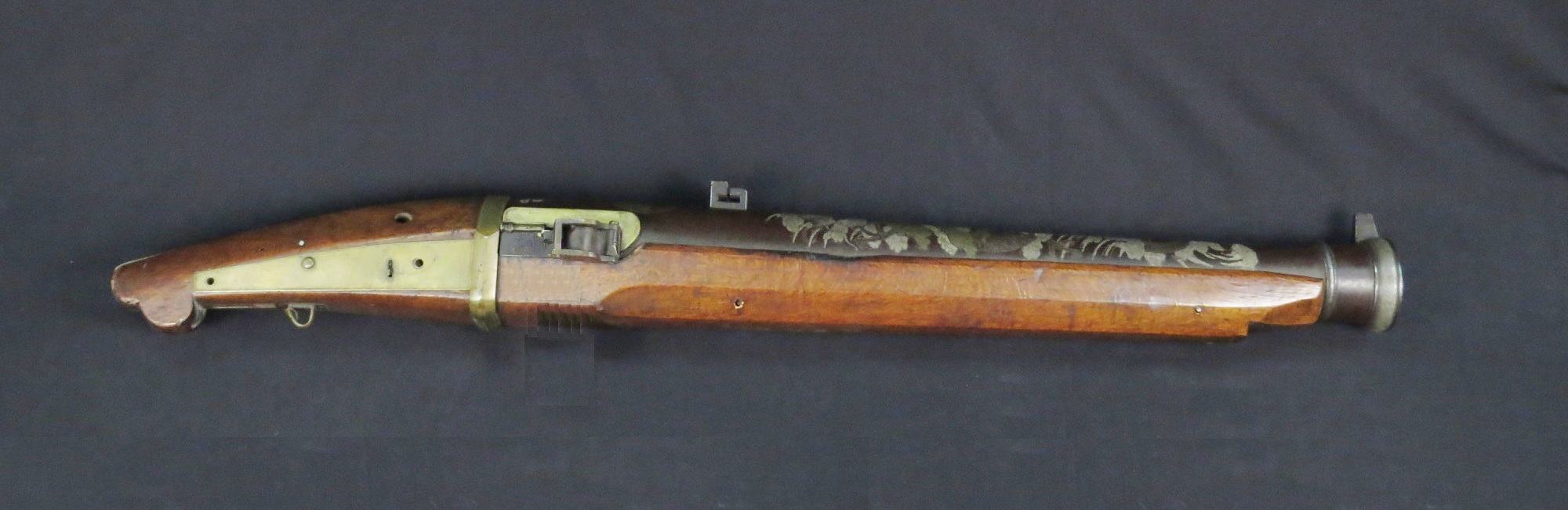
Uma Wall gun japonesa.

Durante as Guerras Napoleônicas, muitas dessas armas foram cortadas e transformadas em bacamartes. Eles disparavam tiros de chumbo e eram usados por grupos de embarque naval e por cocheiros como proteção contra salteadores de estrada. Um exemplo remanescente é preservado na Nova Zelândia.
Uma Wall gun de carregamento por culatra (retrocarga) foi entregue ao exército francês em 1819 para a defesa das cidades. Versões por percussão aprimoradas foram introduzidas em 1831 e 1842, assim como as versões por antecarga. Wall guns por ação de ferrolho disparando cartuchos metálicos foram usadas na Índia e na China no final do século XIX.